# Аксич, Станое
Станое Аксич (серб. Станоје Аксић; 1921, Доня-Гуштерица — 1970, Белград) — югославский сербский политик, руководитель Социалистического Автономного Края Косово с 1963 по 1967 годы (как председатель Народной Скупщины); общественно-политический деятель СР Сербии.

## Биография
Родился в 1921 году в деревне Доня-Гуштерица (община Липлян). С 1941 года в рядах Народно-освободительной армии Югославии, с октября 1943 года служил в партизанских отрядах на горе Шар и Северной Албании. С 1944 года член Косово-Метохийского областного комитета Союза коммунистической молодёжи Югославии. Капитан запаса.
После войны окончил юридический факультет Белградского университета и Высшую политическую школу, в Белградском университете защитил диссертацию на тему «Положение краёв в конституционной системе Социалистической Федеративной Республики Югославия» (серб. Положај покрајина у уставном систему СФР Југославије). Секретарь Приштинского городского комитета, позднее Приштинского общинного комитета. Народный депутат Республиканского Вече Народной Скупщины Сербии, член областного комитета Союза коммунистов Сербии в Косово и Метохии, член областного комитета Социалистического союза трудового народа в Косово и Метохии. С 18 июня 1963 по 24 июня 1967 — руководитель Социалистического Автономного Края Косово.
С 1967 по 1969 годы был заместителем председателя Исполнительного вече СР Сербии. Неоднократно избирался в Косово-Метохийской областной народный комитет.
Скоропостижно скончался в 1970 году, похоронен на Новом кладбище Белграда, на Аллее почётных граждан.
Награждён рядом орденов и медалей.